# Stanisław Dobosiewicz
Stanisław Dobosiewicz (ur. 28 października 1910 w Makowie Mazowieckim, zm. 18 maja 2007) – polski nauczyciel, teoretyk szkolnictwa, działacz społeczny i pisarz. W czasie II wojny światowej więzień obozów koncentracyjnych, po wojnie autor serii monografii na temat kompleksu obozów Mauthausen-Gusen. Współtworzył także powojenne reformy edukacji w Polsce.

## Życiorys
W czasie I wojny światowej został wraz z rodziną ewakuowany przez wojska rosyjskie do Kaługi, gdzie spędził resztę wojny. W końcu lat 20. przeniósł się do Warszawy, gdzie rozpoczął studia polonistyczne w Uniwersytecie Warszawskim. W latach studenckich działał w lewicujących kołach naukowych, m.in. wraz z Leonem Chajnem, Mieczysławem Popielem i Jadwigą Wasilewską w Akademickim Stowarzyszeniu Wolnomyślicieli i Kole Racjonalistów. W 1932 obronił pracę magisterską na temat gwary Makowa Mazowieckiego i okolic. Pracę oceniono bardzo wysoko, a entuzjastyczną recenzję wystawił prof. Witold Doroszewski. Po studiach pracował jako nauczyciel.
Wkrótce po zajęciu Mazowsza przez Niemców podczas kampanii wrześniowej Dobosiewicz został aresztowany. Po dwóch tygodniach w areszcie w Ostrołęce został zwolniony, jednak od tego czasu znajdował się na niemieckiej liście proskrypcyjnej. Ostatecznie 6 kwietnia 1940 został ponownie aresztowany w ramach tzw. Intelligenzaktion, czyli akcji niemieckiego okupanta wymierzonej przeciw polskiej inteligencji. Początkowo osadzony w obozie koncentracyjnym w Działdowie, 17 kwietnia został wysłany do obozu w Dachau a pod koniec maja do KL Gusen I, podobozu kompleksu obozów koncentracyjnych Mauthausen-Gusen, gdzie trafił jako jeden z pierwszych więźniów z numerem obozowym 166.
Początkowo pracował przy budowie podobozu, a następnie został przydzielony do komanda pracującego w kamieniołomach przy obróbce kamienia. W czasie pobytu w obozie koncentracyjnym działał w lewicowej konspiracji, wspierał także inicjatywy kulturalne wśród współwięźniów. Był także współorganizatorem kursów naukowych dla współwięźniów, wykładał historię sztuki, literaturę i ekonomię. W obozie dotrwał do wyzwolenia w ostatnich dniach wojny, wiosną 1945. Po wyzwoleniu przez pewien czas pozostał w Austrii, gdzie działał w Komitecie Polskim zajmującym się organizacją powrotu byłych więźniów do kraju.
Po powrocie do Polski włączył się w organizację szkolnictwa polskiego na Ziemiach Zachodnich, był także jednym z pierwszych po wojnie kuratorów oświaty na województwo warszawskie. Następnie przez wiele lat pracował jako dyrektor jednego z departamentów w Ministerstwie Oświaty. W 1949 otrzymał Order Sztandaru Pracy I klasy. W 1954 wydał książkę „10 lat szkoły ludowej w Polsce” podsumowującą pierwszą dekadę zmian w polskim systemie edukacyjnym . Książka doczekała się kilku wydań w kraju, a także wydań zagranicznych: po angielsku , niemiecku , francusku  i rosyjsku . Działał na rzecz upowszechnienia i reformy oświaty, był jednym ze współautorów tzw. reformy szkolnej 1961 przekształcającej szkoły podstawowe w ośmioklasowe. Był także współautorem projektu, który ostatecznie doprowadził do wybudowania „Tysiąca szkół na tysiąclecie Polski”.
Przez wiele lat przewodził Klubowi Mauthausen-Gusen działającemu w ramach ZBoWiD. Wśród dawnych współwięźniów zbierał dokumenty, relacje i materiały na temat podobozów systemu Mauthausen-Gusen, które opublikował w czterech tomach tworzących wspólnie najobszerniejszą ich monografię. W 1977 wydał książkę „Mauthausen-Gusen: obóz zagłady” będącą jedną z pierwszych monografii na temat historii obozu . W kolejnych latach opublikował kolejne trzy części, dokumentujące różne aspekty historii obozów Mauthausen-Gusen. W 1980 ukazała się książka „Mauthausen-Gusen: samoobrona i konspiracja” opisującą ruch oporu wewnątrz obozu, próby ucieczek oraz sposoby zachowania życia i godności . Kolejnym tomem monografii była, opublikowana w roku 1983, książka „Mauthausen-Gusen: poezja i pieśń więźniów” koncentrująca się na życiu prywatnym więźniów, działalności kulturalnej, artystycznej i samokształceniowej . Ostatnim tomem monografii była wydana w 2000 książka „Mauthausen-Gusen: w obronie życia i ludzkiej godności”, będąca próbą syntezy wcześniejszych pozycji . W 1985 znalazł się w pierwszej grupie odznaczonych Krzyżem Oświęcimskim.
Żonaty z Zofią z domu Krajewska. Mieli synów Zbigniewa i Włodzimierza.
W 2011, już po śmierci Dobosiewicza, jego pracę magisterską w formie książkowej wydała Akademia Humanistyczna im. Aleksandra Gieysztora .

## Źródła